# Haley Batten
Haley Batten (Park City, 19 september 1998) is een mountainbikester uit de Verenigde Staten van Amerika.
Op de Wereldkampioenschappen mountainbike in 2019 werd Batten tweede op het onderdeel aflossing (relay).
Op de Wereldkampioenschappen mountainbike 2020 werd Batten vierde bij de beloften.
In de eerste wedstrijd om de Wereldbeker mountainbike 2021 werd Batten derde.